# San Francisco del Valle
San Francisco del Valle is een gemeente (gemeentecode 1411) in het departement Ocotepeque in Honduras.
Het dorp heette eerst Chucuyuco (uit het Nahuatl: "Helling van de parkieten"). De gemeente heeft nog San Francisco Chucuyuco geheten.
In de begindagen van het dorp was er een epidemie, waardoor veel mensen stierven. Zij die overleefden vertrokken. Later kwamen de meesten terug.
Het dorp ligt in de Vallei van Sensenti.

## Bevolking
De bevolking is als volgt verdeeld:
| Vrouwen | 4995 | 50,2% |
| Mannen  | 4951 | 49,8% |

## Dorpen
De gemeente bestaat uit zes dorpen (aldea), waarvan het grootste qua inwoneraantal: San Francisco del Valle (code 141101).